# Phát thanh Công an Nhân dân
Phát thanh Công an Nhân dân được thành lập vào ngày 19/1/2003 là kênh phát thanh chuyên biệt của Công an Nhân dân Việt Nam và tình hình sự của Bộ Công an Việt Nam do Cục Truyền thông Công an nhân dân, Bộ Công an Việt Nam tại trụ sở chính số 1, Lê Đức Thọ, Mai Dịch, Cầu Giấy. Hà Nội

## Tổ chức
- Phòng Chính trị
- Phòng Khoa giáo
- Phòng Thời sự phát thanh
- Phòng Chuyên đề phát thanh

## Lãnh đạo cơ sở
- Trần Quốc Hoàn
- Tô Lâm
- Phạm Hùng
- Mai Chí Thọ
- Bùi Thiên Ngộ
- Lê Minh Hương

## Các đời tổng biên tập
- Lê Giản
- Lê Hồng Anh
- Trần Miêu (2009 -2019)
- Nguyễn Hoài Nam (2009 - 2019)

## Các kênh
- Phát thanh Công an Nhân dân (FM 87.6 MHz) phát sóng vào tháng 1 năm 2003 đến tháng 6 năm 2019.
- Phát thanh Công an Nhân dân (FM 106.9 MHz) phát sóng từ tháng 7 năm 2019 đến tháng 2 năm 2025

### Thời lượng phát sóng

#### FM 87.6 MHz
- 19/01/2003 - 31/12/2003: 12h00 - 22h00 hàng ngày
- 01/01/2004 - 31/07/2008: 09h00 - 23h00 hàng ngày
- 01/08/2008 - 31/12/2010: 07h00 - 23h00 hàng ngày
- 01/01/2011 - 31/12/2012: 06h00 - 24h00 hàng ngày
- 01/01/2013 - 27/01/2016: 05h30 - 24h00 hàng ngày
- 28/01/2016 - 30/06/2019: 05h00 - 24h00 hàng ngày

#### FM 106.9 MHz
- 01/07/2019 - 28/02/2025: 24/24h hàng ngày